# Royal D. Suttkus
Royal Dallas Suttkus (* 11. Mai 1920 in Bellville, Ohio; † 28. Dezember 2009 in Atlanta, Georgia) war ein US-amerikanischer Ichthyologe und Hochschullehrer. Er war für den Aufbau der Royal D. Suttkus Fish Collection verantwortlich, die mit 7 Millionen post-larvalen Fischexemplaren eine der größten ihrer Art repräsentiert. Die Sammlung ist Teil des Tulane University Biodiversity Research Institute und des Tulane University Museum of Natural History.

## Leben
Suttkus war das dritte von vier Kindern von John Albright und Myna Louise Suttkus, geborene Schultz. Während seiner Kindheit entwickelte er ein reges Interesse an Naturgeschichte und verbrachte viel Zeit in der freien Natur. Im Jahr 1939 schrieb er sich an der Michigan State University ein, um Wildtiermanagement zu studieren. Aufgrund der militärischen Anforderungen des Zweiten Weltkriegs fehlten der Universität jedoch geeignete Dozenten für das Hauptfach Wildtiermanagement, sodass Suttkus zu einem Zoologiestudium wechselte. Auf diese Weise lernte er zum ersten Mal Ichthyologie als formellen Studiengang kennen.
Während seines Studiums an der Michigan State University trat Suttkus dem Reserve Officer Training Corps bei und wurde in der Feldartillerie ausgebildet. Anfang 1943 wurde er Mitglied der United States Army als Second Lieutenant im 686th Field Artillery Battalion. Suttkus diente auf dem europäischen Kriegsschauplatz, unter anderem in der Ardennenoffensive. Sein Militärdienst endete im Juni 1946, nachdem er zum Hauptmann befördert worden war.
Nach seinem Militärdienst schrieb sich Suttkus an der Cornell University ein, wo er ein Doktoratsstudium absolvierte. Während dieser Zeit begann er mit dem Sammeln von Fischproben, insbesondere aus der südlichen Golfküstenebene, und leistete bedeutende Beiträge zur Cornell Ichthyology Collection. Mitte 1951 wurde er mit der Dissertation A taxonomic study of five cyprinid fishes related to Notropis hypselopterus of south-eastern United States. unter der Leitung von Edward C. Raney zum Ph.D. promoviert.
Suttkus trat im Herbst 1950 in die zoologische Fakultät der Tulane University in New Orleans, Louisiana, ein, wo er eine Vielzahl von Aufgaben in Lehre und Forschung übernahm. Während seiner gesamten akademischen Laufbahn arbeitete er weiter an den Probensammlungen.
Von 1963 bis 1968 war er Leiter des von den National Institutes of Health geförderten Environmental Biology Training Program, das Studenten in der Feldforschung ausbildete. Schon früh in seiner akademischen Laufbahn war Suttkus auch als Berater tätig, hauptsächlich für Umwelt- und zoologische Erhebungen. Im Rahmen dieser Tätigkeiten baute er die ichthyologische Sammlung weiter aus. Seine Untersuchungen und die Zusammenarbeit mit anderen Wissenschaftlern führten ihn zeitweise in Bereiche der Zoologie, die über die Ichthyologie hinausgingen.
Beim Sammeln von Exemplaren identifizierte Suttkus 35 neue Fischarten.
Suttkus begann eine Zusammenarbeit mit dem Paläontologen Harold E. Vokes von der Tulane University. Diese Zusammenarbeit unterstützte seine Bemühungen um wissenschaftliche Namensgebung und Taxonomie beim Aufbrau der ichthyologischen Sammlung.
1975 gründete Suttkus den Southeastern Fisheries Council, eine gemeinnützige wissenschaftliche Organisation, die sich „dem Studium und der Erhaltung der Süßwasser- und Küstenfische des Südostens der Vereinigten Staaten“ widmet.
1990 trat Suttkus als emeritierter Professor an der Tulane University zurück, setzte seine akademischen Aktivitäten jedoch bis zum Jahr 2000 weiter fort. Während seiner akademischen Laufbahn verfasste er 122 wissenschaftliche Publikationen und betreute 24 Studenten bei ihren Abschlussarbeiten.

## Privates
Mitte 1947 lernte Suttkus Elizabeth Robinson kennen, die er im Dezember desselben Jahres heiratete. Aus dieser Ehe gingen vier Kinder hervor.
Während seines Ruhestandes sandte Suttkus weiterhin Fischexemplare, Feldnotizen und anderes Material an die Royal D. Suttkus Fish Collection. Sein Haus in Ocean Springs, Mississippi, wurde durch den Hurrikan Katrina schwer beschädigt. Nach der Verwüstung überließ er die in seinem Haus verbliebenen ichthyologischen Forschungsmaterialien der Royal D. Suttkus Fish Collection. Suttkus starb am 28. Dezember 2009.

## Royal D. Suttkus Fish Collection

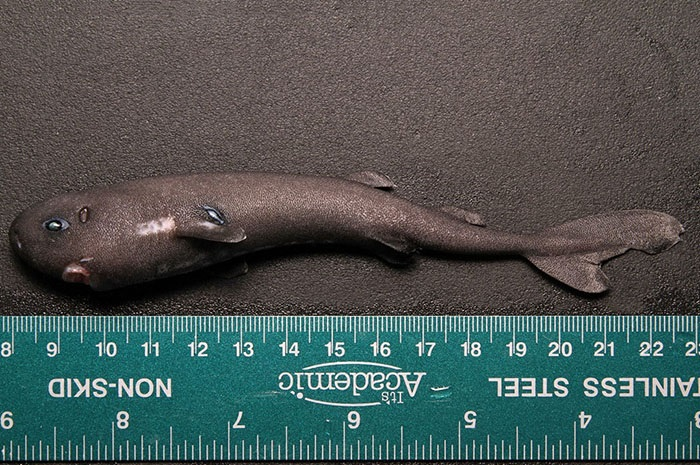
Eines von nur zwei Taschenhai-Museumsexemplaren befindet sich in der Royal D. Suttkus Fish Collection

Die Royal D. Suttkus Fish Collection ist eine ichthyologische Forschungssammlung mit etwa 7 Millionen post-larvalen Fischxemplaren. Royal D. Suttkus ist ihr Namensgeber.
Beim Aufbau der Sammlung archivierte er jedes gesammelte Exemplar und kehrte in regelmäßigen Abständen für weitere Sammlungen an denselben Ort zurück. Auf diese Weise minimierte er die Verzerrungen in der Sammlung, was sie für andere Forscher nützlich machte.
Die Sammlung ist in zwei Gebäuden untergebracht, in denen früher Munition für die US-Marine gelagert wurde. Die Bunker auf dem Gelände, in denen die Sammlung untergebracht ist, sind zum Schutz vor Überschwemmungen und Wirbelstürmen erhöht.
Die Tulane University verfügte bereits in den 1880er Jahren über eine naturkundliche Sammlung, die auf die frühe Geschichte der Universität zurückgeht. Diese bestand als Museum und umfasste Anfang des 20. Jahrhunderts etwa 170.000 Exemplare. Nach dem Ende der Amtszeit des Zoologen George Eugene Beyer als Kurator wurde die Sammlung stark vernachlässigt und schließlich 1955 aufgelöst.
In den ersten Jahren nach dem Zweiten Weltkrieg belebte die Tulane University ihre Bemühungen im Bereich der Naturgeschichte wieder. Insbesondere wurden der Herpetologe Fred R. Cagle, der Botaniker Joseph A. Ewan, der Wirbellosen-Zoologen George H. Penn und Royal D. Suttkus als Fakultätsmitglieder eingestellt. Suttkus konzentrierte sich auf den Aufbau einer ichthyologischen Sammlung, die für Forschungszwecke genutzt werden konnte und bis 1968 auf etwa 2 Millionen Exemplaren anwuchs, sodass der Platz auf dem ursprünglichen Standort auf dem Hauptcampus der Universität nicht mehr ausreichte. Zu der Zeit zog das Museum auf ein Grundstück um, das die Tulane University von der United States Navy erworben hatte und das kurzzeitig von der Central Intelligence Agency genutzt worden war. An diesen Standort entstand das F. Edward Hébert Riverside Research Laboratory.
Im März 2017 erwarb die Sammlung 85.000 neue Exemplare, da die University of Louisiana at Monroe ihre eigene Fischsammlung schloss, um sich umzustrukturieren. Auch die Digitalisierung der Sammlung wurde abgeschlossen, was von der National Science Foundation finanziert wurde.
1989, als sich die Tulane University auf die Pensionierung von Suttkus vorbereitete, beauftragte die Universität eine Gruppe geeigneter Experten mit der Bewertung der Sammlung und der Ausarbeitung einer Empfehlung zu deren Fortbestehen. Diese kamen zu dem Schluss, dass die Universität die Sammlung beibehalten sollte, und bezeichneten sie als „einen Schatz von großer nationaler und internationaler Bedeutung“. Die Royal D. Suttkus Fish Collection dient Forschungszwecken und ist nicht für die Öffentlichkeit zugänglich.

## Dedikationsnamen

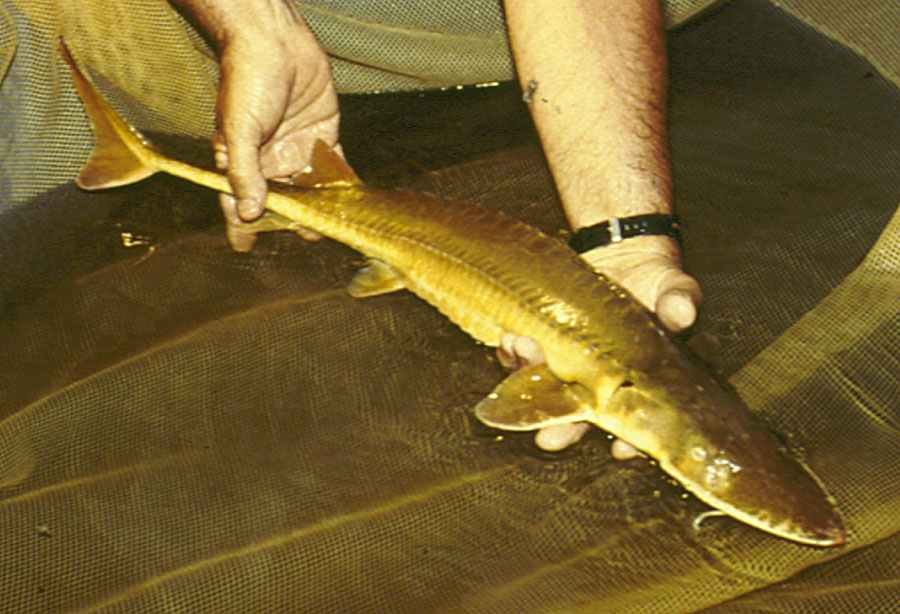
Der vom Aussterben bedrohte Alabama-Schaufelstör wurde nach Royal D. Suttkus benannt

Suttkus zu Ehren sind der Alabama-Schaufelstör (Scaphirhynchus suttkusi) sowie die Seekrötenart Chaunax suttkusi, die Wurmgrundelart Microdesmus  suttkusi, die Kärpflingsart Notropis suttkusi, die  Felsengarnelenart Palaemon suttkusi, die Barschart Percina suttkusi und die Flusskrebsart Procambarus suttkusi benannt.

## Schriften (Auswahl)
- mit Rezneat M. Darnell und Janne H. Darnell: Biological Study of Lake Pontchartrain, 1953–1956
- Biological study of estuarine and marine waters of Louisiana: report to Louisiana Wildlife and Fisheries Commision, 1955–1956
- Survey of Fishes, Mammals and Herpetofauna of the Colorado River and Adjacent Riparian Areas of the Grand Canyon National Park , 1976
- mit Glenn H. Clemmer und Clyde Jones: Mammals of the Riparian Region of the Colorado River in the Grand Canyon Area of Arizona, 1978
- mit Glenn H. Clemmer und Clyde Jones: Distributional Checklist of the Mammals along the Colorado River in the Grand Canyon, 1982
- mit Clyde Jones: Atlas of fishes of the upper Red River system in Texas and Oklahoma, 2005
- mit Clyde Jones: Fishes of Independence Creek and Pecos River, 2006
- mit Clyde Jones: Fishes of Devil’s River, Val Verde County, Texas, 2013